# Wolfhard Wimmenauer
Wolfhard Wimmenauer (* 8. Mai 1922 in Leverkusen; † 9. Januar 2023) war ein deutscher Petrograph und Hochschullehrer.

## Wissenschaftliche Laufbahn
Wimmenauer wurde 1948 an der Albert-Ludwigs-Universität Freiburg promoviert und habilitierte sich dort 1952. 1959 wurde er zum außerplanmäßigen Professor ernannt und übernahm 1967 den Lehrstuhl für Mineralogie an der Universität Freiburg.

## Wirken
Das Hauptforschungsgebiet von Wimmenauer war die Gesteinskunde. Auf diesem Gebiet veröffentlichte er unter anderem ein Lehrbuch sowie viele Spezialarbeiten, vor allem über Themen aus dem südwestdeutschen Raum. Neben seiner Arbeit als Hochschullehrer stellte Wimmenauer die Erkenntnisse der Mineralogie auch einer breiteren Öffentlichkeit von Laien in Vorträgen und Schriften vor. So hielt er auch in seinem neunten Lebensjahrzehnt noch Vorträge und trug sein umfangreiches Wissen auf Exkursionen vor. Beispielhaft für sein öffentliches Wirken war sein 1992 erschienenes Buch Zwischen Feuer und Wasser. Gestalten und Prozesse im Mineralreich.

## Mitgliedschaften und Ehrungen
- 1976: Ordentliches Mitglied der Heidelberger Akademie der Wissenschaften
- 1980 bis 1981: Vorsitzender der Deutschen Mineralogischen Gesellschaft
- 2000: Ehrenmitglied des Badischen Landesvereins für Naturkunde und Naturschutz[3]
- 2022: Ehrenmitglied der Deutschen Mineralogischen Gesellschaft

## Online verfügbare Schriften
Übersicht der Schriften in FreiDok plus der Universität Freiburg
- (1985) Petrographie der magmatischen und metamorphen Gesteine Stuttgart: Enke, 1985. – 1. Aufl., 1. durchges. Nachdr. – ISBN 3-432-94671-6. Volltext Unibibliothek Freiburg (PDF; 77,6 MB)
- (1993) Geräusche des Wassers und der Luft in der freien Natur Friedrich-Husemann-Klinik 1993. Buchenbach-Wiesneck: Friedrich-Husemann-Klinik e. V., 1993, S. 2–10. Volltext Unibibliothek Freiburg (PDF; 878 kB)
- (1994) Zeit und Zeitmaß in der mineralischen Welt Freiburger Universitätsblätter 126 (1994), S. 7–21. Volltext Unibibliothek Freiburg (PDF; 5,7 MB)
- (1994) Der Granit – 200 Jahre nach Goethe Tycho-de-Brahe-Jahrbuch für Goetheanismus (1994), S. 93–129. Volltext Unibibliothek Freiburg (PDF; 10,2 MB)
- (1995) Gesteine und Lagerstätten des Mittleren Schwarzwaldes. In: Mitteilungen des Badischen Landesvereins für Naturkunde und Naturschutz, N.F. Band 16, 1995, S. 211–225 (Volltext Unibibliothek Freiburg [PDF; 2,1 MB]).
- (2003) Wirkungen des Blitzes (Sprengung und Fulguritbildung) an Felsen im Schwarzwald. In: Berichte der Naturforschenden Gesellschaft zu Freiburg. Band 93, 2003, S. 1–32 (zobodat.at [PDF; 9,8 MB; abgerufen am 22. April 2023]).
- (2004) mit Otti Wilmanns: Neue Funde von Blitzsprengung und Fulguritbildung im Schwarzwald. In: Berichte der Naturforschenden Gesellschaft zu Freiburg. Band 94, 2004, S. 1–22 (zobodat.at [PDF; 9,8 MB; abgerufen am 22. April 2023]).
- (2004): Vulkanische Gesteine des Kaiserstuhls in römischen Bauten der Oberrheinregion.  Archäologisches Korrespondenzblatt 34 (2004), S. 255–261 Volltext Unibibliothek Freiburg
- (2005) Das Grundgebirge der Baar : Kap. 2. Die Steinbrüche von Zindelstein im Bregtal Schriften des Vereins für Geschichte und Naturgeschichte der Baar 48 (2005), S. 157–172. Volltext Unibibliothek Freiburg (PDF; 6,6 MB)
- (2006): Vorkommen und Strukturen von Fulguriten im Schwarzwald. Der Aufschluss 57 (2006), S. 325–328. Volltext Unibibliothek Freiburg (PDF; 1,2 MB)
- (2012)  mit Franziska Himstedt: "Dokumentation zum Thema: Fulgurite auf Felsen und Mauerwerk in Südwestdeutschland und weiteren Fundgebieten : Geländebefunde und lichtmikroskopische Untersuchungen". Volltext Unibibliothek Freiburg (PDF; 6,9 MB)

## Notizen
1. ↑  Prof. Wolfhard Wimmenauer : Nachruf. In: Badische Zeitung. 14. Januar 2023, abgerufen am 29. August 2023.
2. ↑  Freiburger Bibliographisches Taschenbuch der Albert-Ludwigs-Universität 1997. 8. Auflage, S. 218.
3. ↑  Mitt. bad. Landesver. Naturkunde u. Naturschutz N.F. 17(4):986 2001 Freiburg im Breisgau
4. ↑  FreiDok plus der Universität Freiburg

| Personendaten    | Personendaten                       |
| ---------------- | ----------------------------------- |
| NAME             | Wimmenauer, Wolfhard                |
| KURZBESCHREIBUNG | deutscher Mineraloge und Petrograph |
| GEBURTSDATUM     | 8. Mai 1922                         |
| GEBURTSORT       | Leverkusen                          |
| STERBEDATUM      | 9. Januar 2023                      |